# Бенгал
Бенгал (бенг. বঙ্গ, енгл. Bengal) је историјски регион у североисточном делу јужне Азије. Насељавају га већином Бенгалци, који говоре бенгалски језик. У 20. веку Бенгал је подељен на Источни и Западни Бенгал по религијском већинском принципу. Данас је Западни Бенгал једна од савезних држава Индије, док Источни Бенгал чини државу Бангладеш.

## Територија
Већина Бенгала лежи у ниској делти река Ганг и Брамапутра, највећој делти на свету. У јужном делу делте налазе се Сундарбани, највећа светска шума мангрова у којима живи угрожена врста бенгалског тигра. Бенгал чини северну обалу Бенгалског залива.
Укупна површина Бенгала је 232.752 км².

## Становништво
Године 2001. у Бенгалу је живело 245.598.679 људи. Од тога 68% живи у Бангладешу.
Регион Бенгала је један од најнасељенијих подручја на свету. Густина становништва прелази 900 становника по километру квадратном.
Иако у овој регији већина становништва живи у селима и бави се пољопривредом, у Бенгалу постоје два мегаполиса: Калкута и Дака.
Већина становништва говори индоаријевске језике, као што је језик бенгали. Остале језичке породице (дравидска, мунда) присутне су у брдским пределима Бенгала.
Муслимани чине 66% становништва (89,7% у Бангладешу, 28% у Западном Бенгалу), а 33% су хиндуисти (9,2% у Бангладешу, 70% у Западном Бенгалу). Остатак чине будисти, хришћани и анимисти.

## Историја
После насељавања индоаријеваца у Индију, у данашњим регионима Бенгала и Бихара формирале су се у 10. веку п. н. е. државе Анга, Ванга и Магада. Стари Грци су око 100. године п. н. е. записали да се у подручју Бенгала налазила земља под именом Гангаридаи. Од 3. до 6. века краљевина Магада је била центар империје Гупта. Будистичка империја Пала владала је регионом од 7. до 11. века, и проширила своју власт преко Индијског потконтинента до Авганистана. Њу је заменила хиндуистичка династија Сена. Ислам се у Бенгалу појавио у 12. веку доласком суфистичких мисионара. Наредних векова у Бенгалу су доминирали муслимански владари. Могулски цар Акбар заузео је Бенгал 1576. У периоду доминације Могула у Бенгалу су постојала и независна хиндуистичка краљевства.

### Европска колонизација
Трговци из Европе стизали су до Бенгала још у античко доба. Плиније Старији бележи да је било потребно недељу дана пловидбе да се стигне од Цејлона до Бенгала.
У 17. веку Европљани су почели да оснивају трговачке колоније у Бенгалу: Калкута (Енглеска), Чанданагар (Француска), Серампоре (Данска), Хугли-Чинсура (Холандија). Бенгал је био део Могулског царства, али је практично био независан у 18. веку. Британска источноиндијска компанија је преузела власт у Бенгалу 1765. То је постала најзначајнија провинција у Британској Индији. Калкута је био главни град ове провинције и царства Британске Индије (1772—1911). Истовремено, Калкута је постала културни и интелектуални центар. Реформски покрет под именом Бенгалска ренесанса зачео се у 19. веку. Из њега су проистекли модерна индијска књижевност и политика.
Британски вицекраљ Индије Лорд Курзон је 1905. иницирао поделу Бенгала на источни и западни део ради лакшег управљања. Овај покушај није успео због народног отпора и резултовао је 1912. у премештању престонице Британске Индије из националистичке Калкуте у Делхи где су националисти имали мање утицаја. Истовремено су од Бенгала одвојене провинције Бихар, Ориса и Асам.

### Подела
Када је Индија стекла независност 1947. Бенгал је подељен по религијском принципу. Већински хиндуистички западни део постао је индијска држава Западни Бенгал. Већински муслимански источни део придружио се Пакистану као провинција Источни Бенгал (од 1956. под именом Источни Пакистан). Овај источни део је 1971. постао независна држава Бангладеш. Подела Бенгала је протекла у крвавим околностима религијских нереда.

## Галерија
- Статуа Буде из времена династије Пала (11. век)
- Фолклорни ансамбл у Бангладешу
- „Бајт ал Мукрам“ - национална џамија Бангладеша
- Бенгалски тигар
- Рад у пиринчаним пољима, уобичајена слика широм Бенгала
- Сеоски пејзаж